# Соборна вулиця (Вінниця)
Ву́лиця Собо́рна — центральна вулиця міста Вінниця.

## Загальна інформація
Вулиця проходить правим берегом зі сходу на захід від Центрального мосту до Калічанської площі (колишньої площі Гагаріна). На сході вулиця Соборна продовжується проспектом Коцюбинського, на заході вулицями Пирогова та Хмельницьке Шосе. Вулиця проходить історичним центром міста, як він склався від другої половини XIX століття. Довжина приблизно 1,6 км. Частина вулиці має покриття бруківкою — від перехрестя з вулицею Миколи Оводова до перехрестя з вулицею Хлібною, інша частина покрита асфальтом.

## Історія
У різний час вулиця Соборна носила такі назви (список починається з сучасної назви):
- Соборна (з 1996)
- Леніна (1921—1941, 1944—1996)
- Український проспект (1941—1944 рр.)
- Миколаївський проспект (1910—1921)
- Поштова (Російська імперія до 1910)
- Велика (XVII ст.)

Великий внесок у створення сучасного вигляду вулиці на початку XX століття зробив архітектор Артинов Григорій Григорович.

## Сполучення з іншими вулицями
Вулиця Соборна має з'єднання або перехрестя з вулицями:
- вулиця Пирогова
- вулиця Хмельницьке шосе
- вулиця Хлібна
- вулиця Івана Шиповича
- вулиця Театральна
- вулиця Архітектора Артинова
- вулиця Миколи Оводова
- вулиця Олександра Соловйова
- вулиця Кропивницького
- вулиця Мури
- вулиця Митрополита Петра Могили
- вулиця Визволення
- вулиця Магістратська
- вулиця Князів Коріатовичів
- проспект Коцюбинського

## Площі
На вулиці Соборній розташовані площі:
- Музейна
- Майдан Незалежності
- Майдан Небесної Сотні
- Гагаріна
- Ліверпуль

## Установи
На вулиці Соборній знаходяться:
- Вінницька міська рада
- Вінницька обласна рада

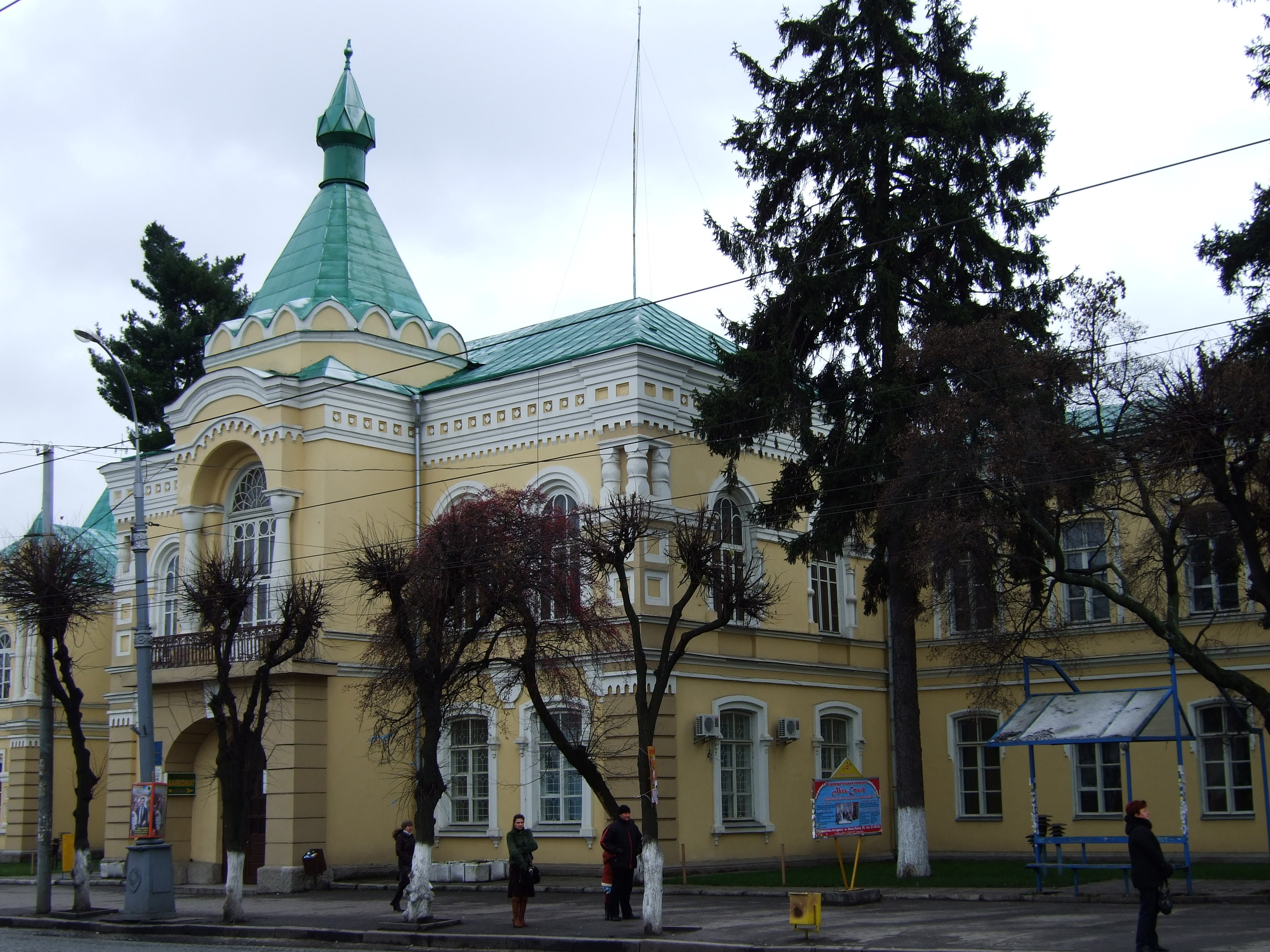
Торговельно-економічний інститут

- Державний архів Вінницької області
- Відділення Укртелекому
- Вінницька школа № 2
- Вінницький торговельно-економічний інститут
- Вінницька обласна універсальна наукова бібліотека ім. К. А. Тімірязєва
- Кінотеатр імені Коцюбинського
- Вінницька Торгово-промислова палата
- Апеляційний суд Вінницької області

## Історичні та туристичні місця
- Готель «Савой»

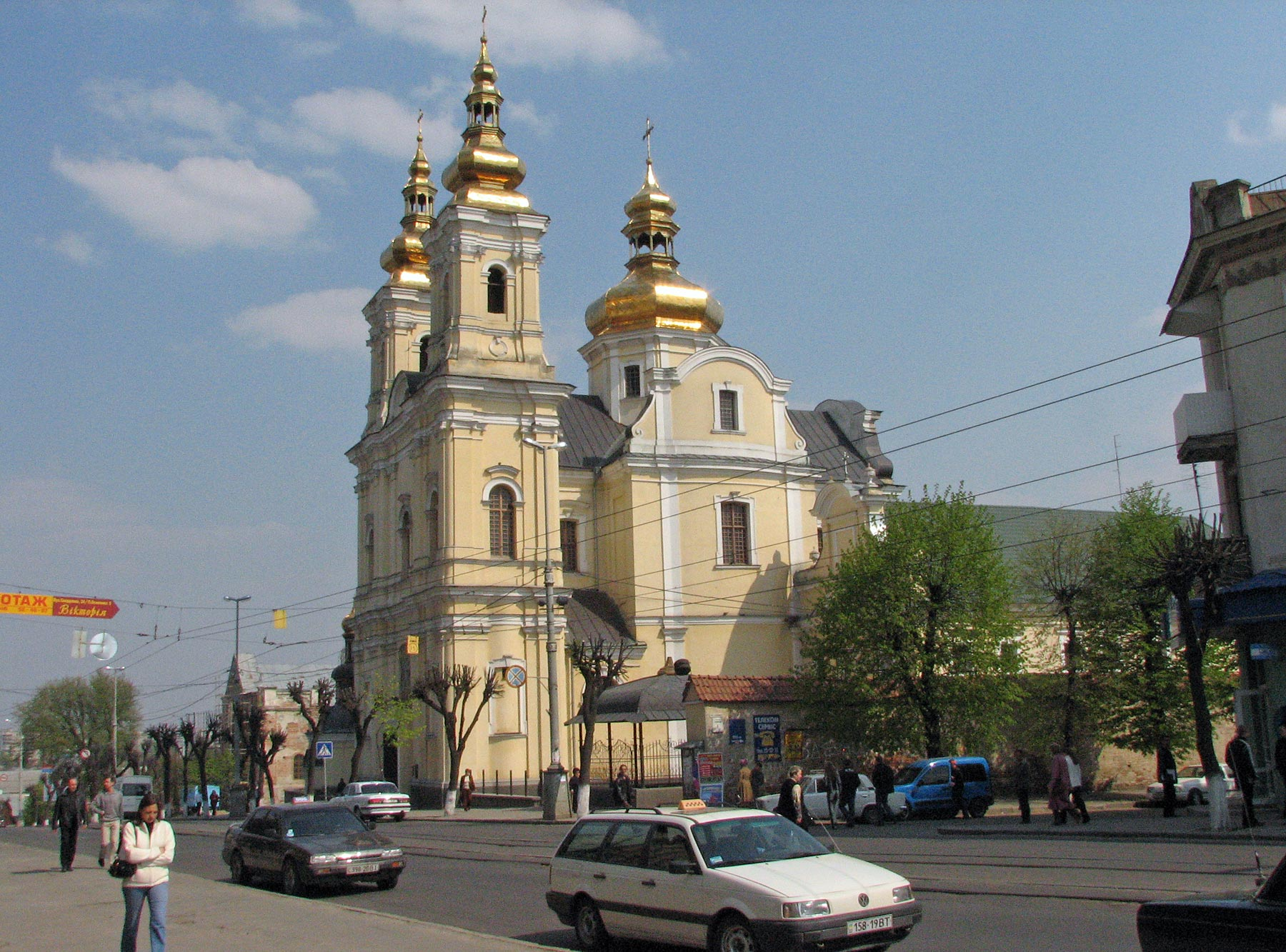
Спасо-Преображенський собор та музейна площа

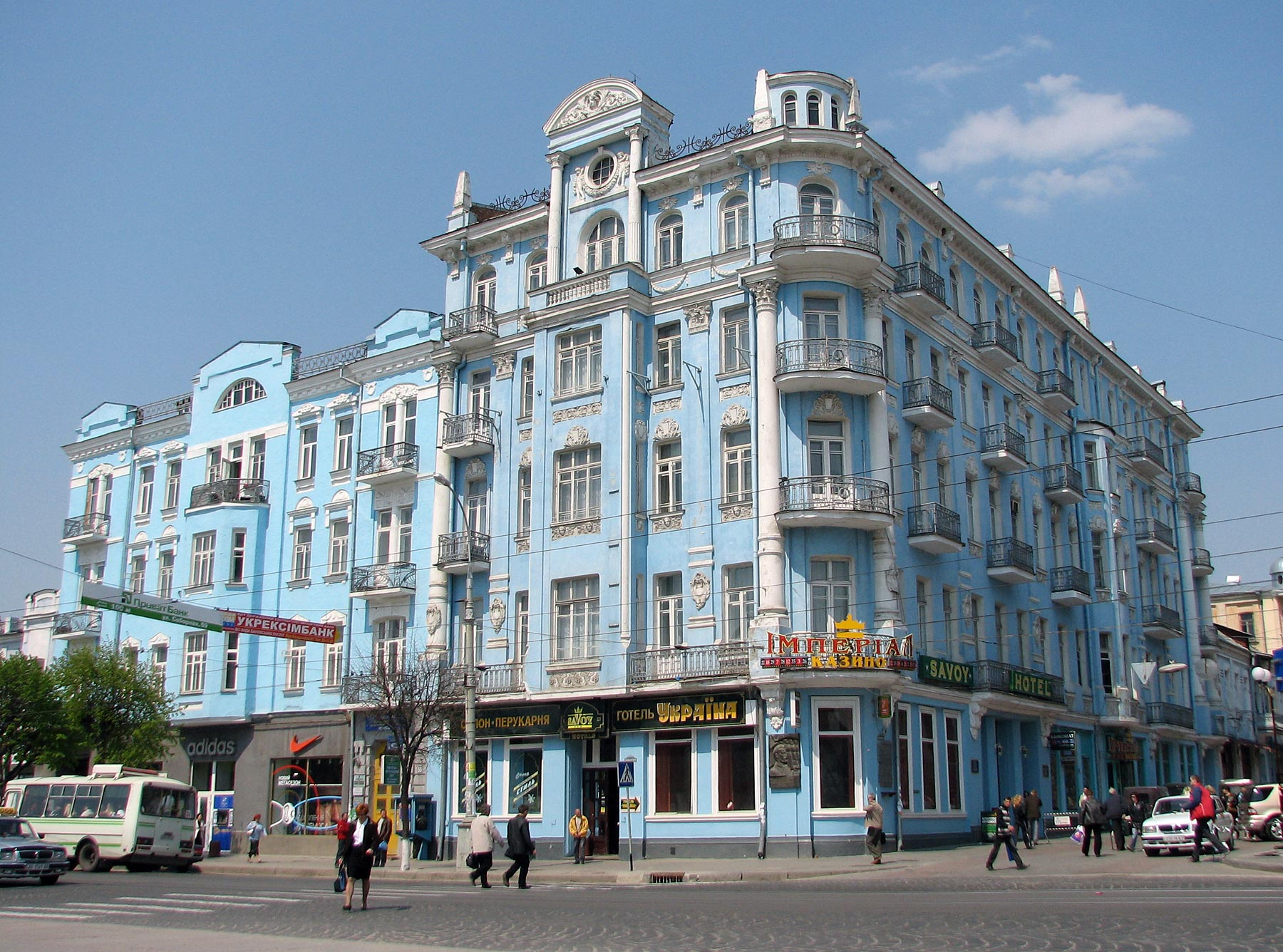
Готель «Савой»

- Пам'ятка архітектури «Вінницькі мури»
- Вінницький краєзнавчий музей
- Вінницький обласний художній музей
- Приміщення Вінницької торгово-промислової палати
- Спасо-Преображенський собор
- Домініканський монастир
- Пам'ятний знак «Пісня» встановлений у 2005 році
- Музей моделей транспорту

## Галерея

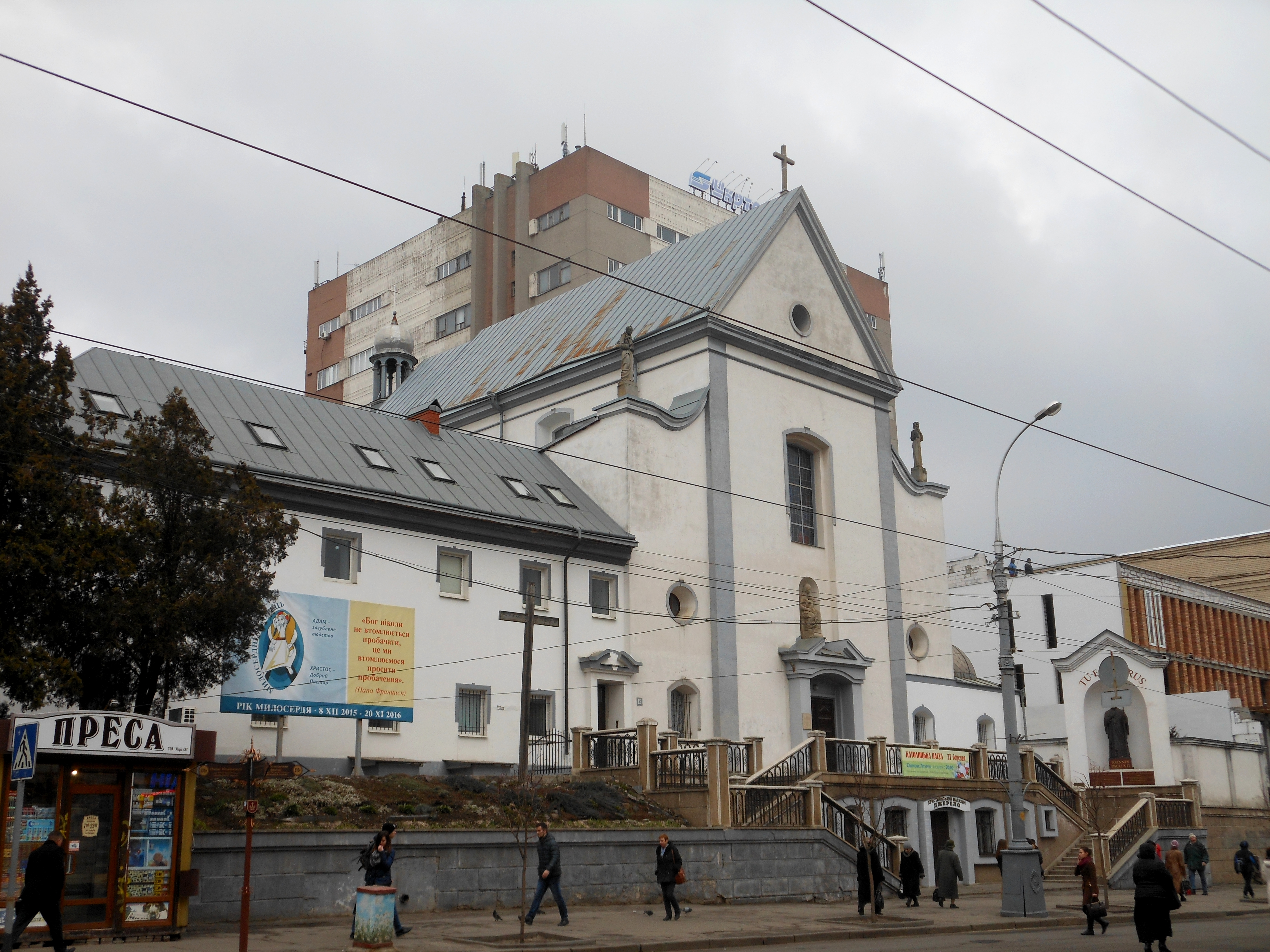
Соборна 12
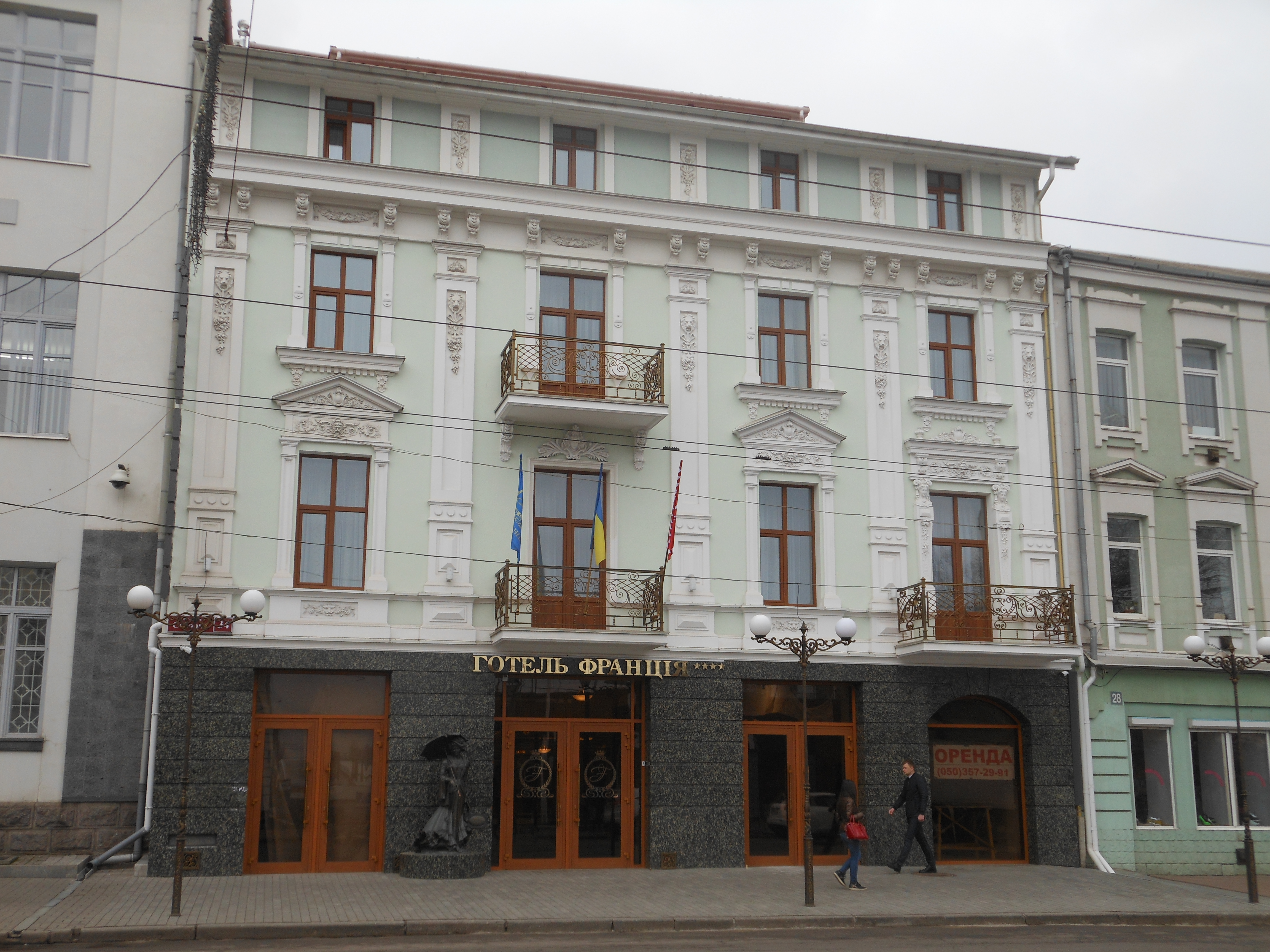
Соборна 34
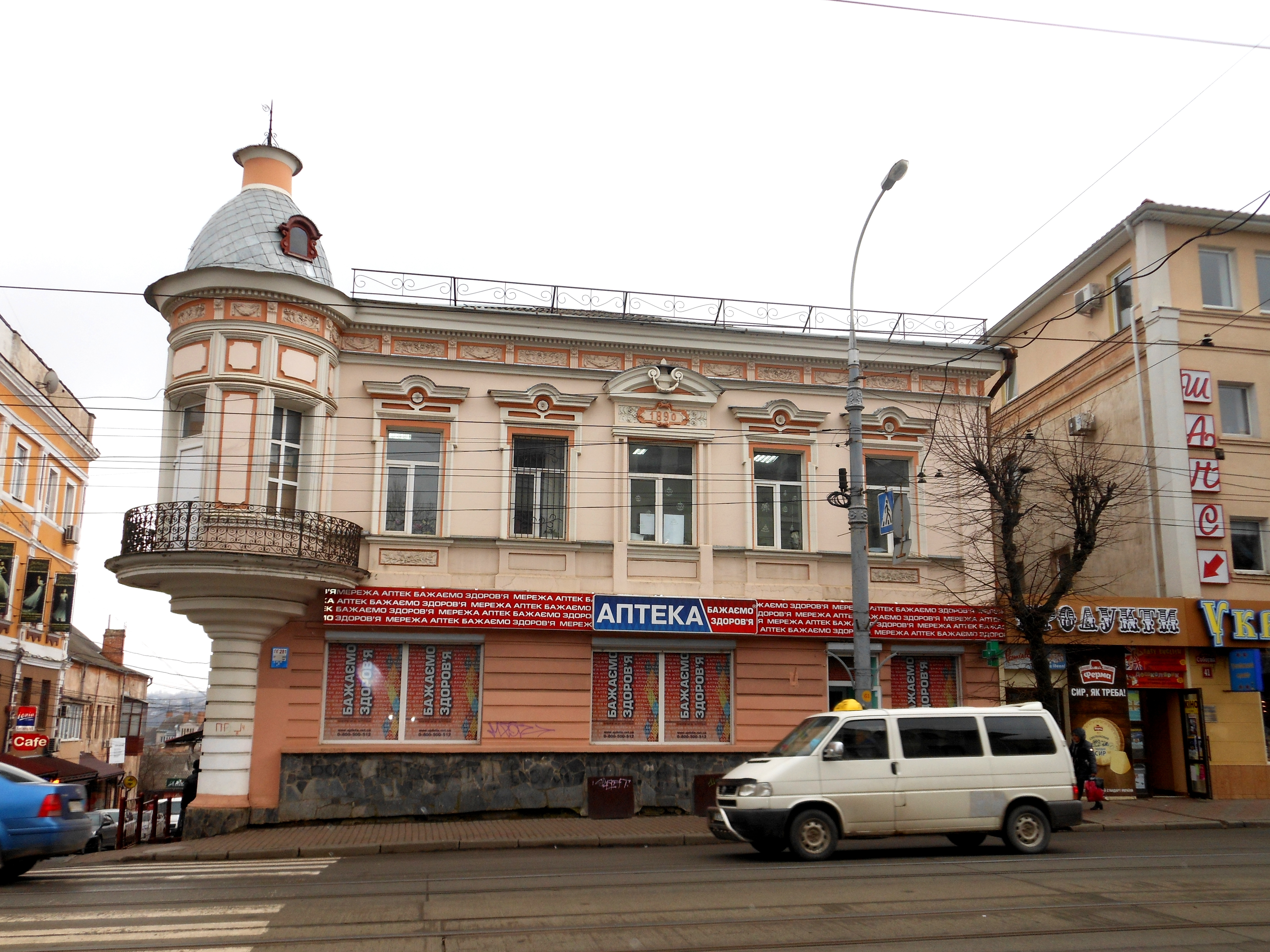
Соборна 37
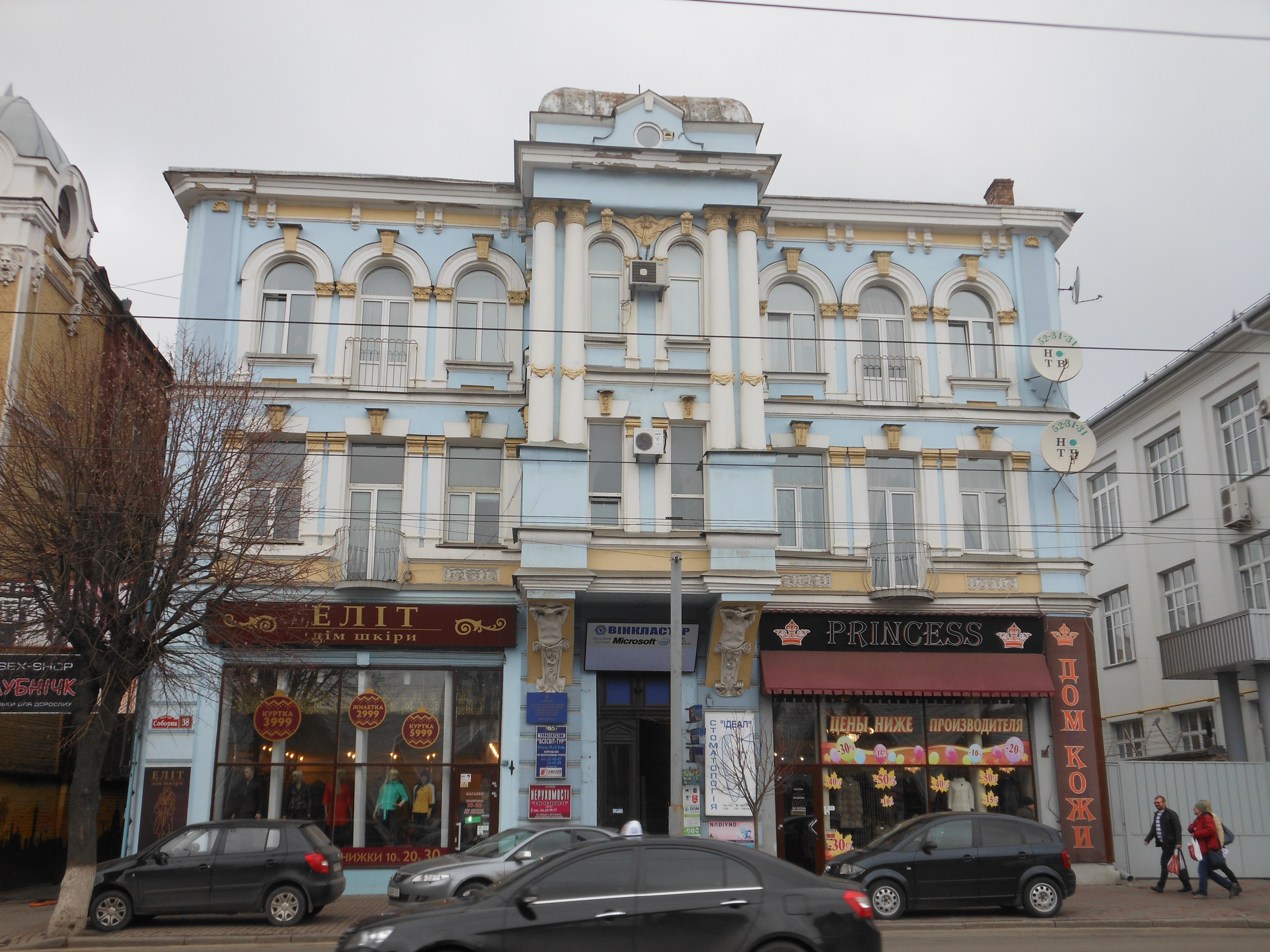
Соборна 38
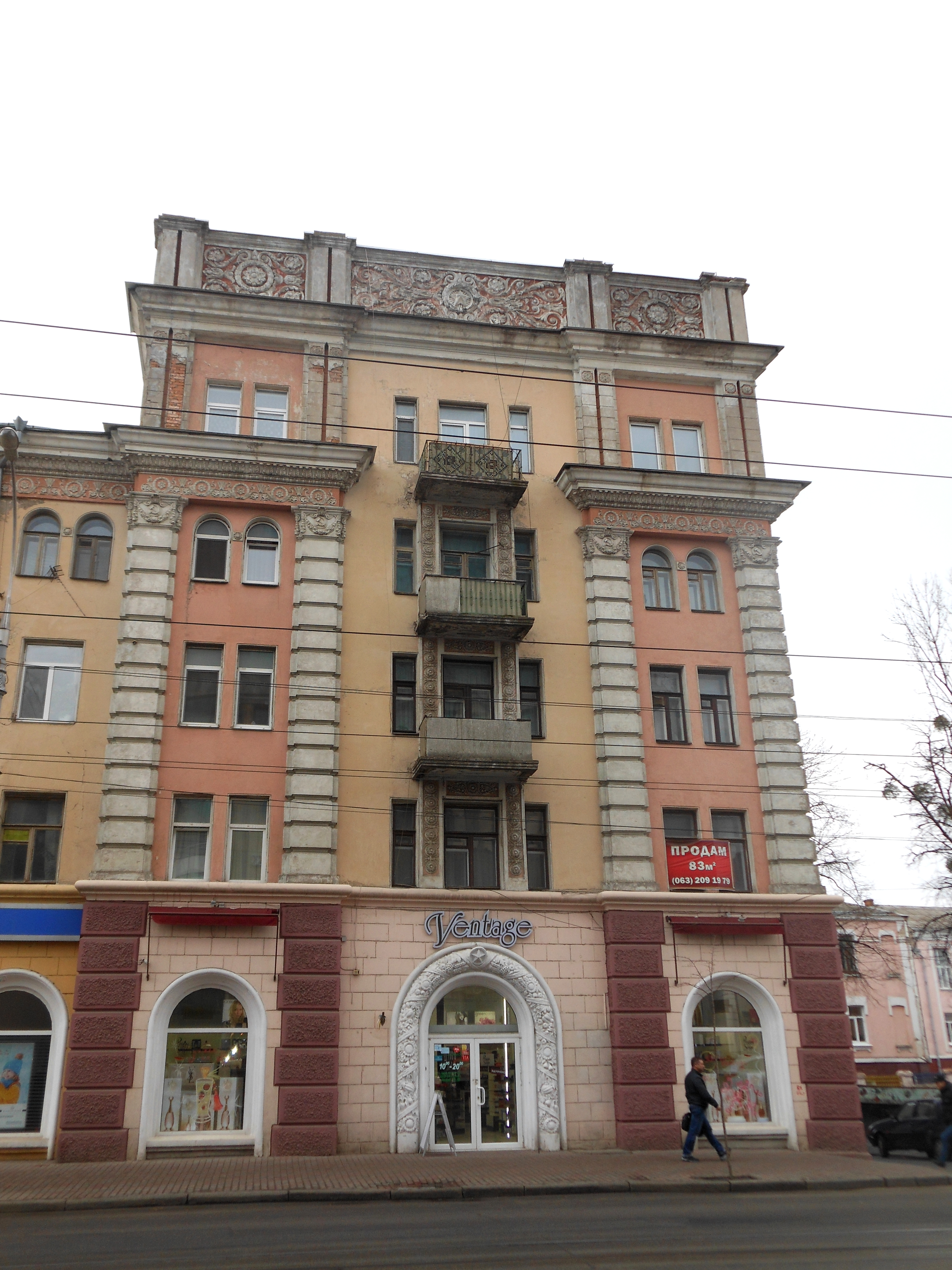
Соборна 43
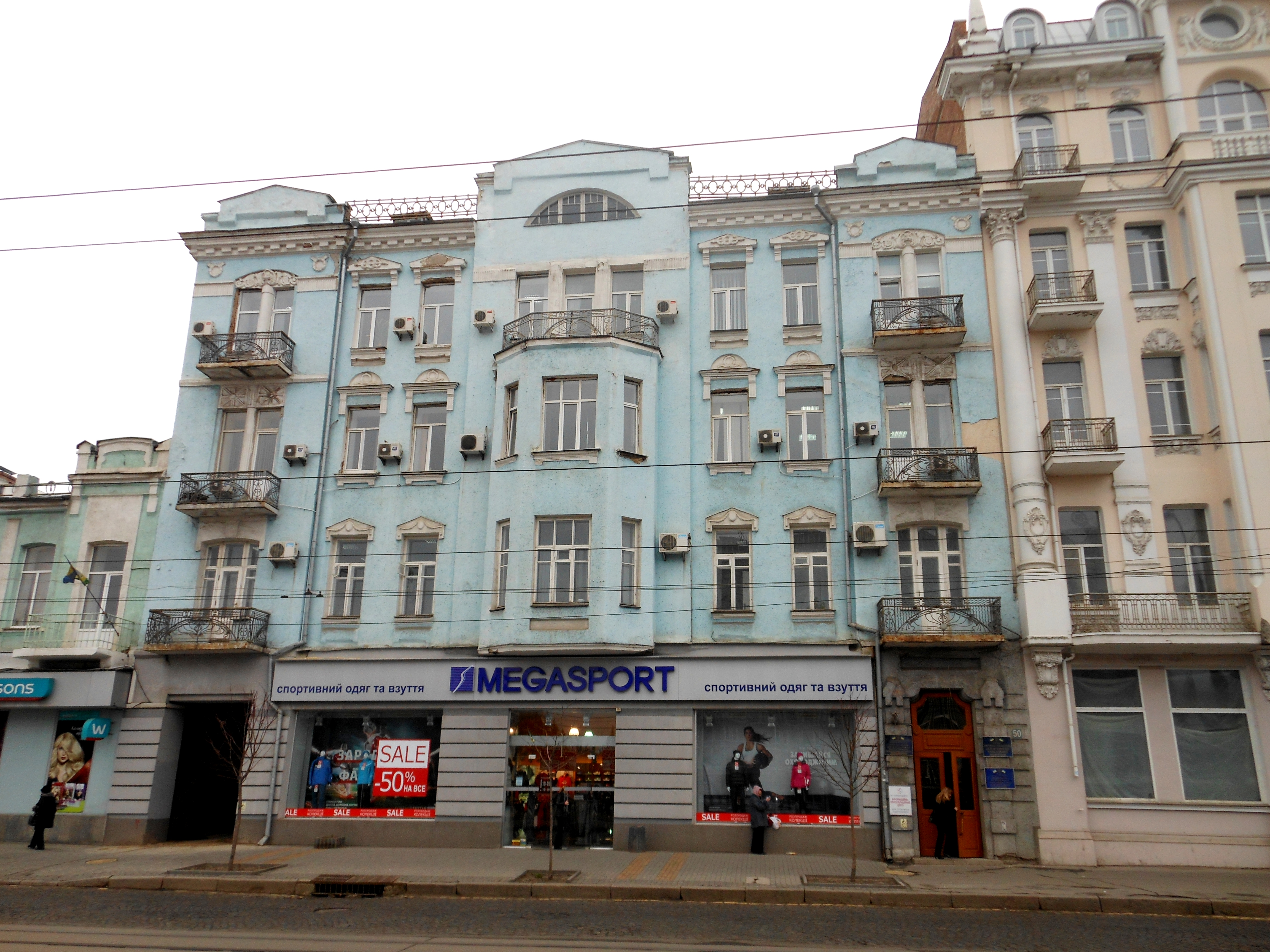
Соборна 50
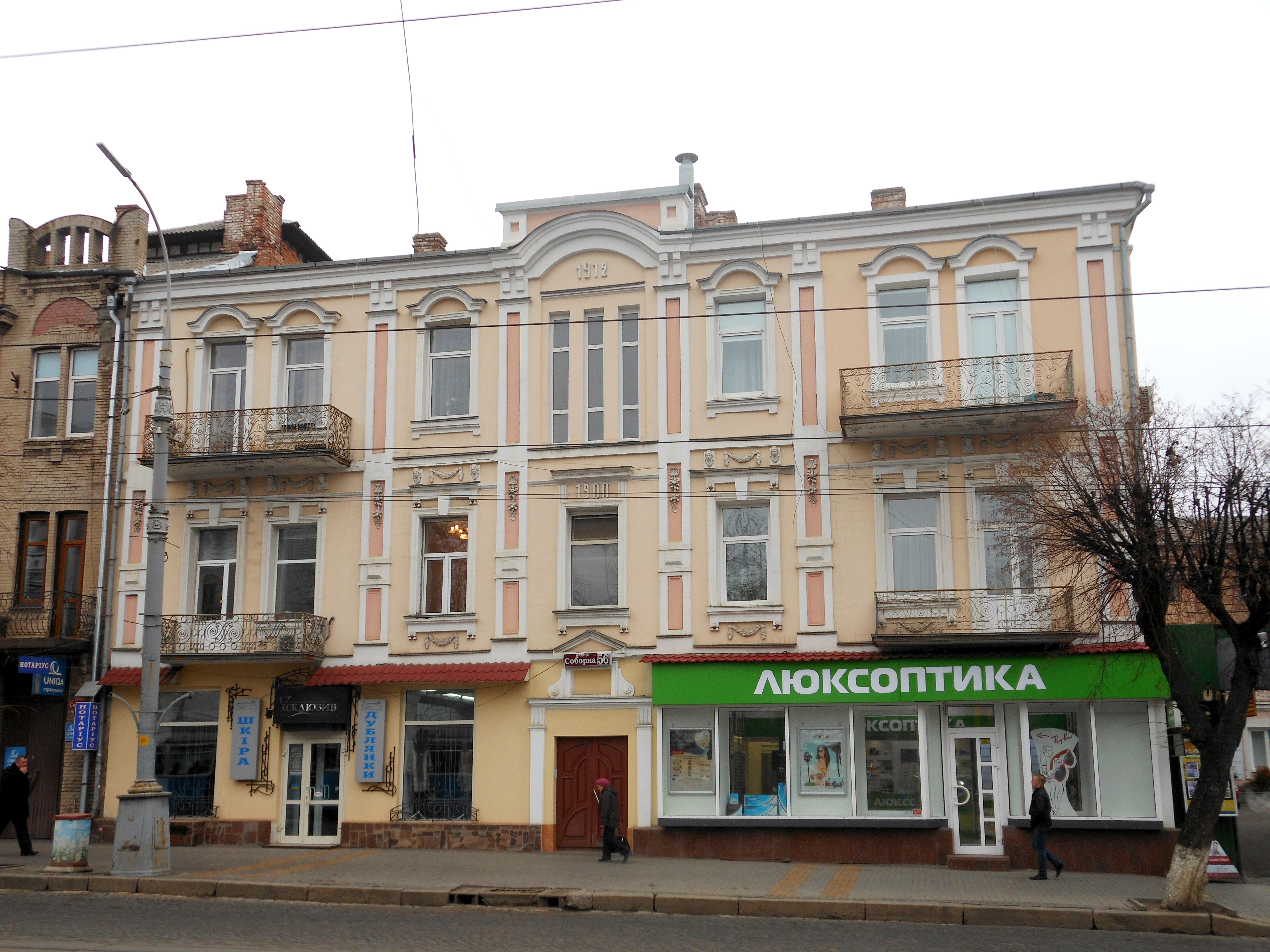
Соборна 56
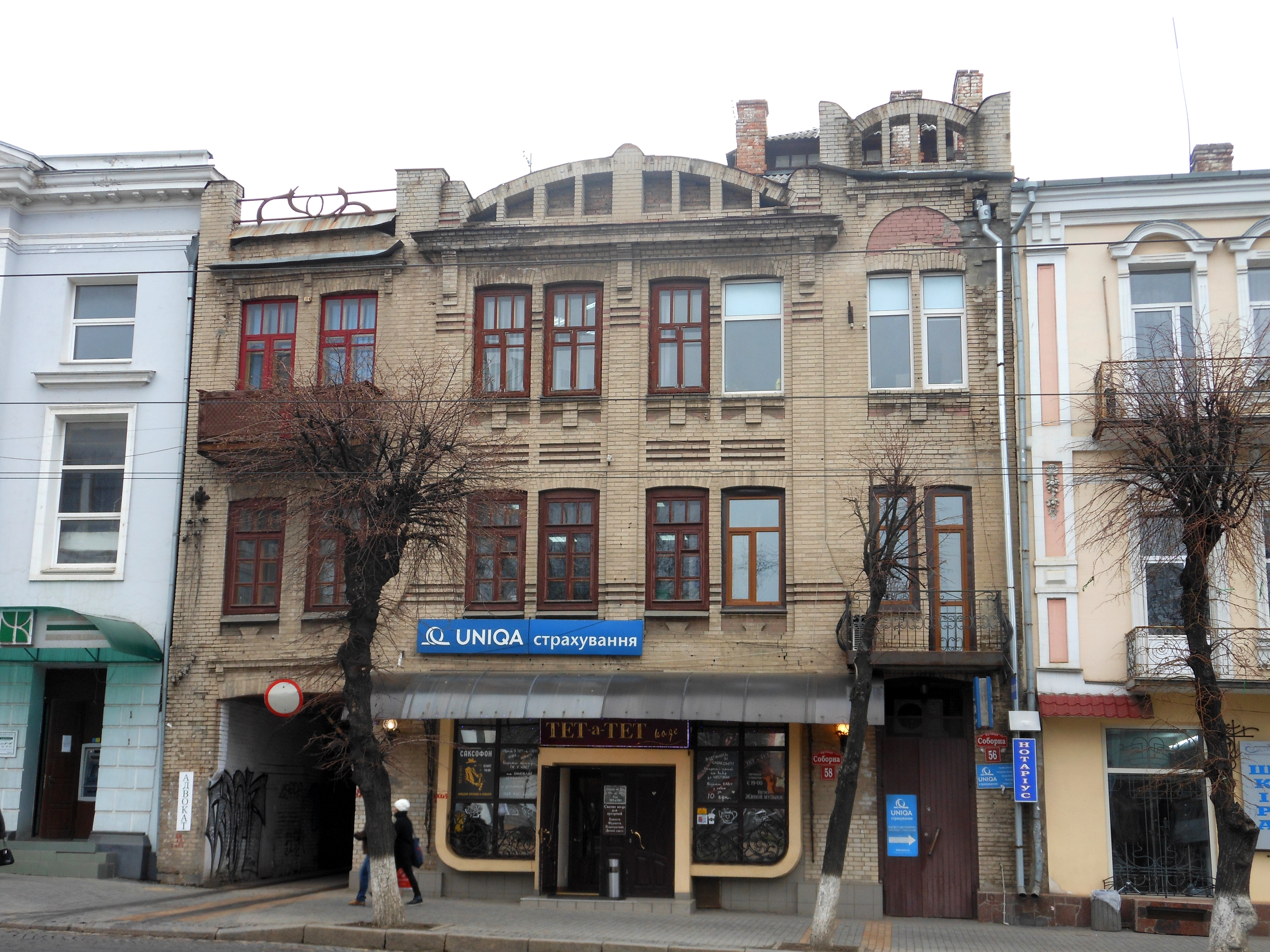
Соборна 58
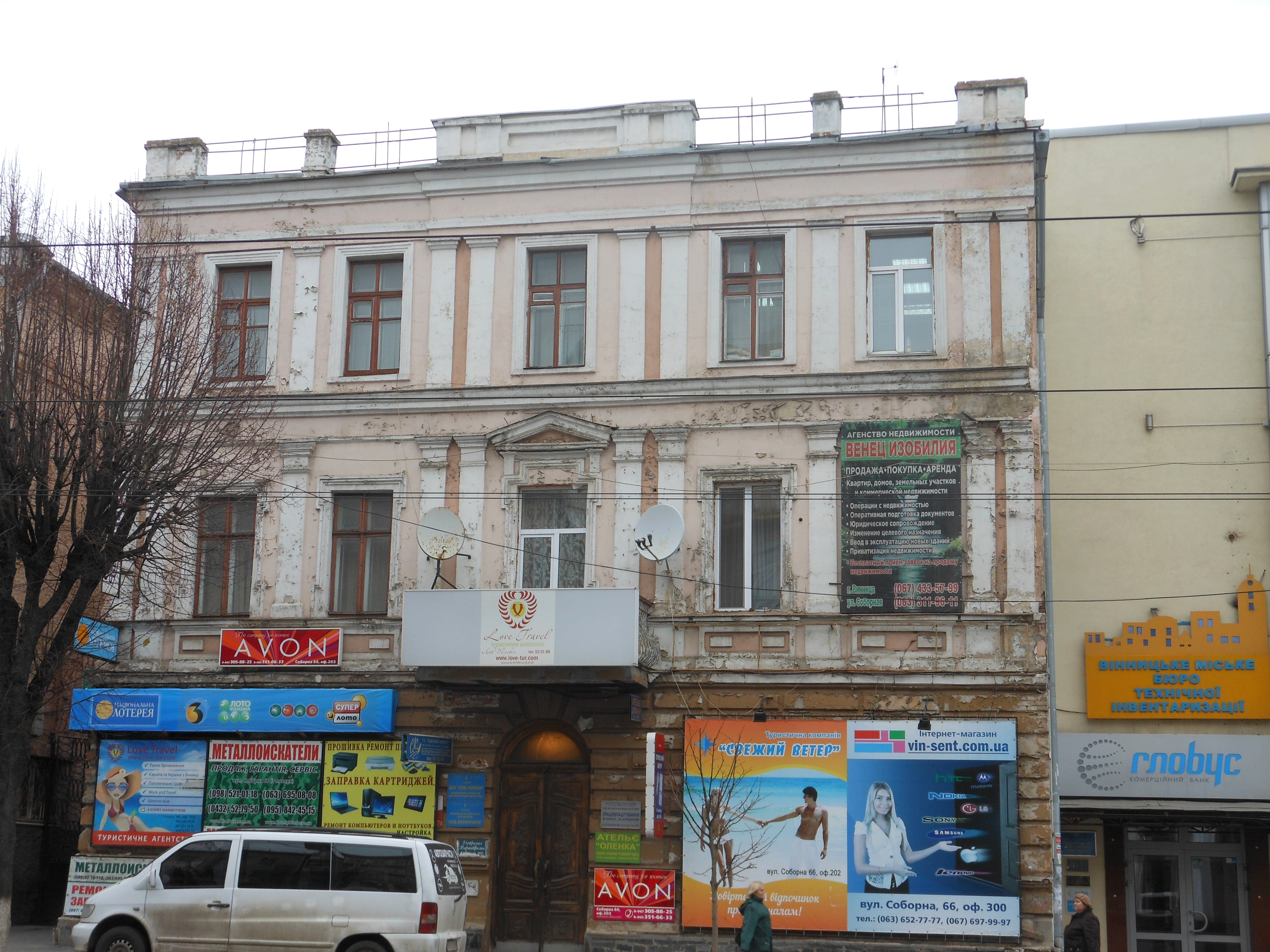
Соборна 66
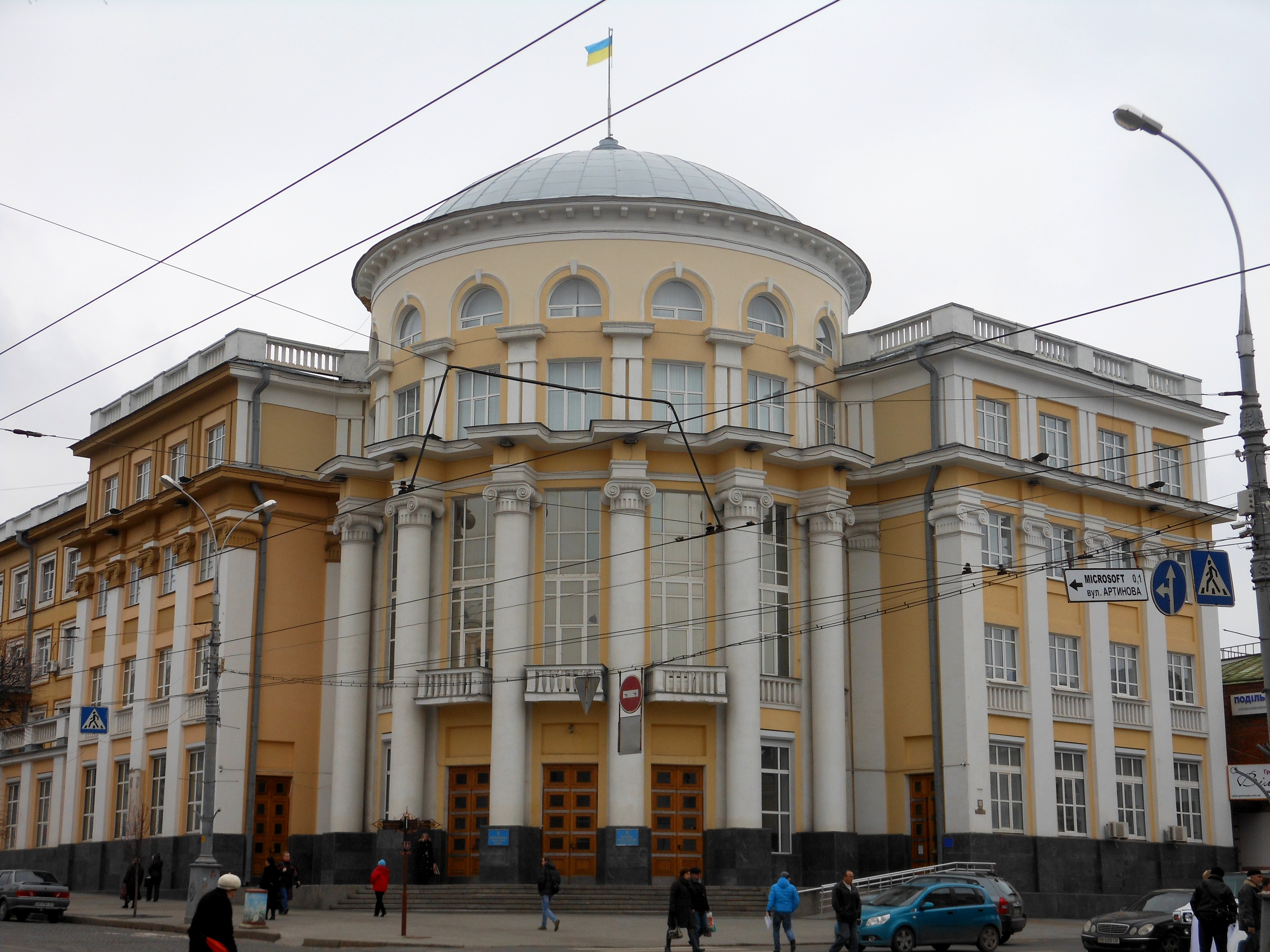
Соборна 71
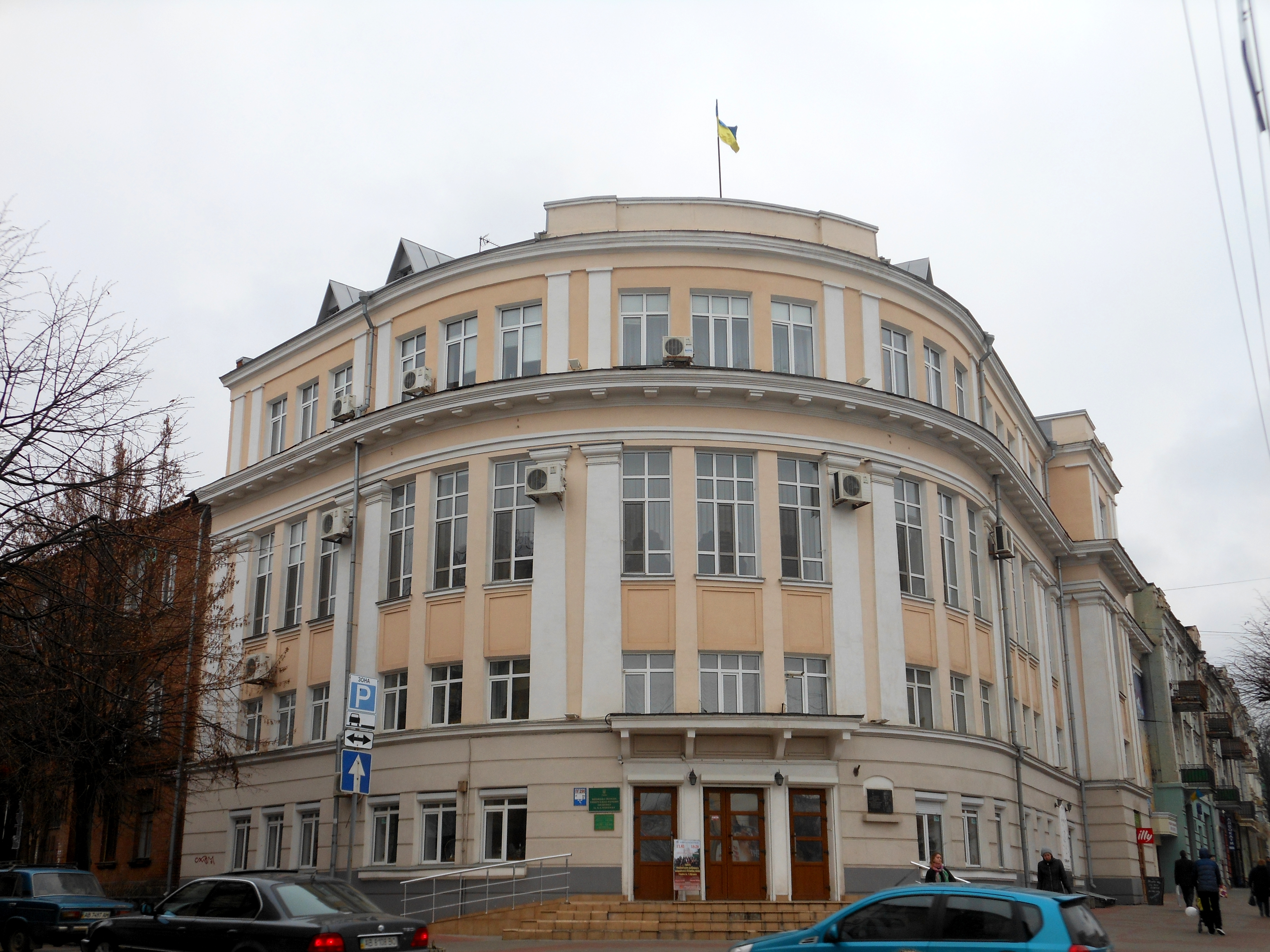
Соборна 73
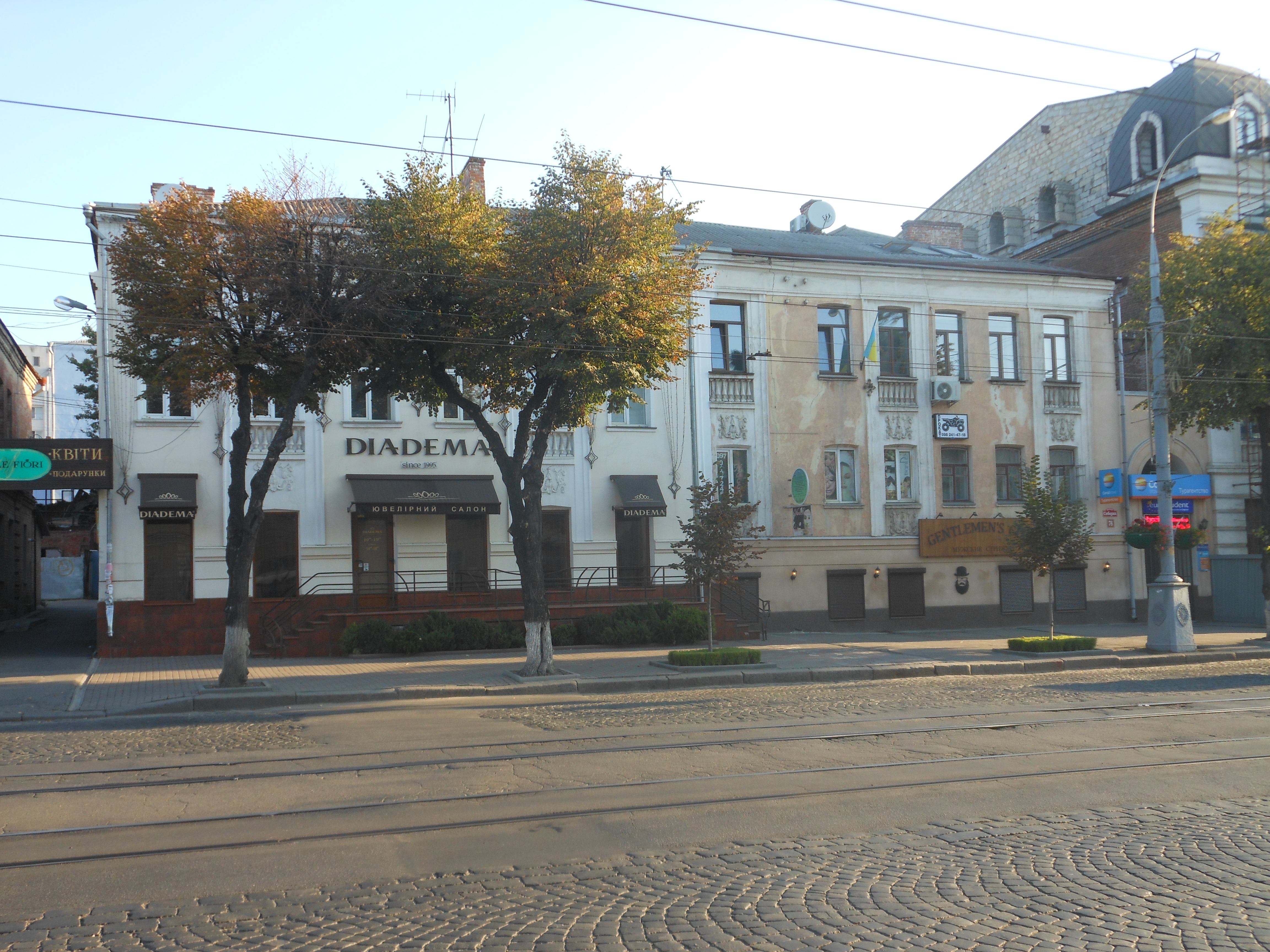
Соборна 76
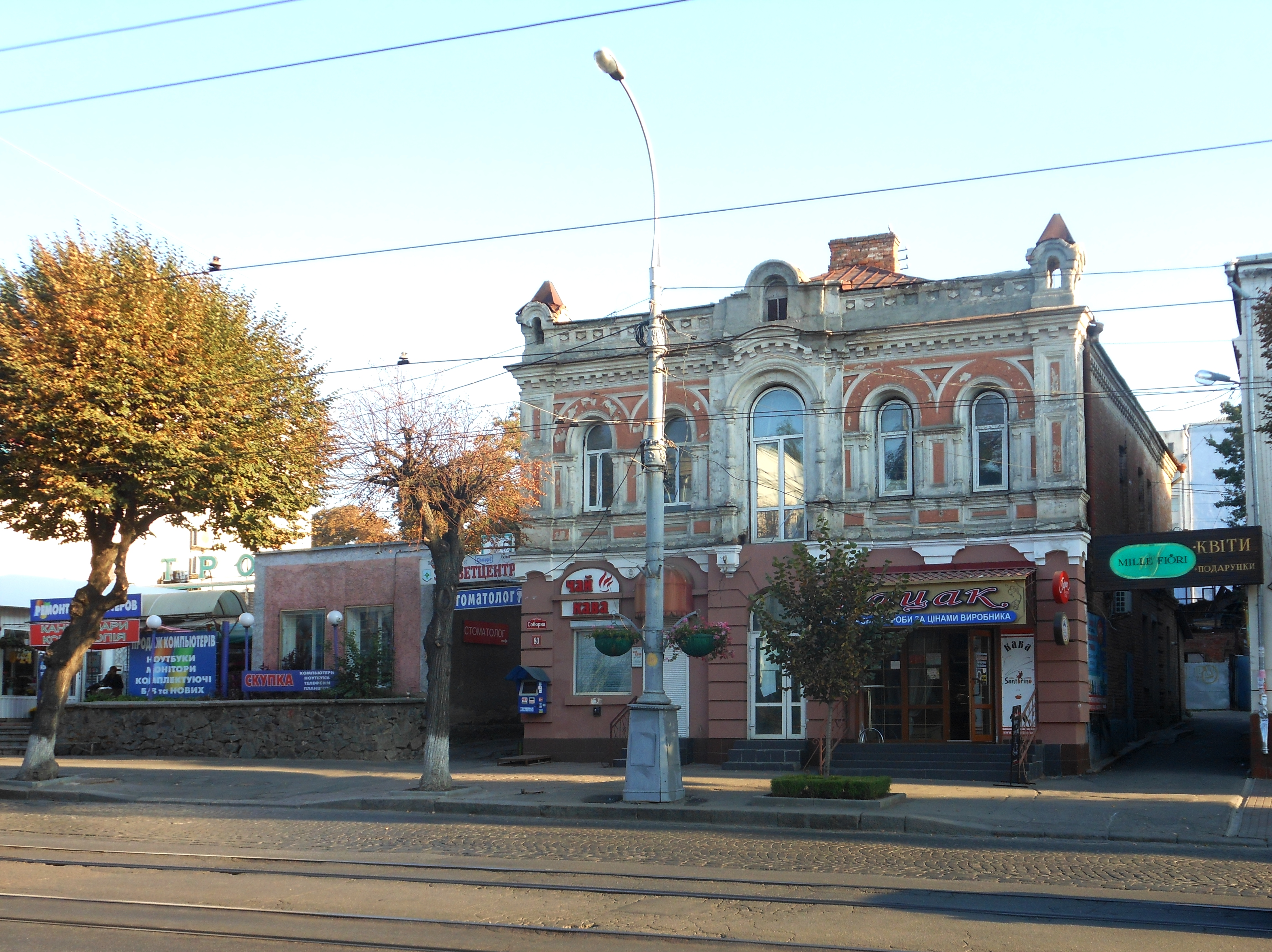
Соборна 80
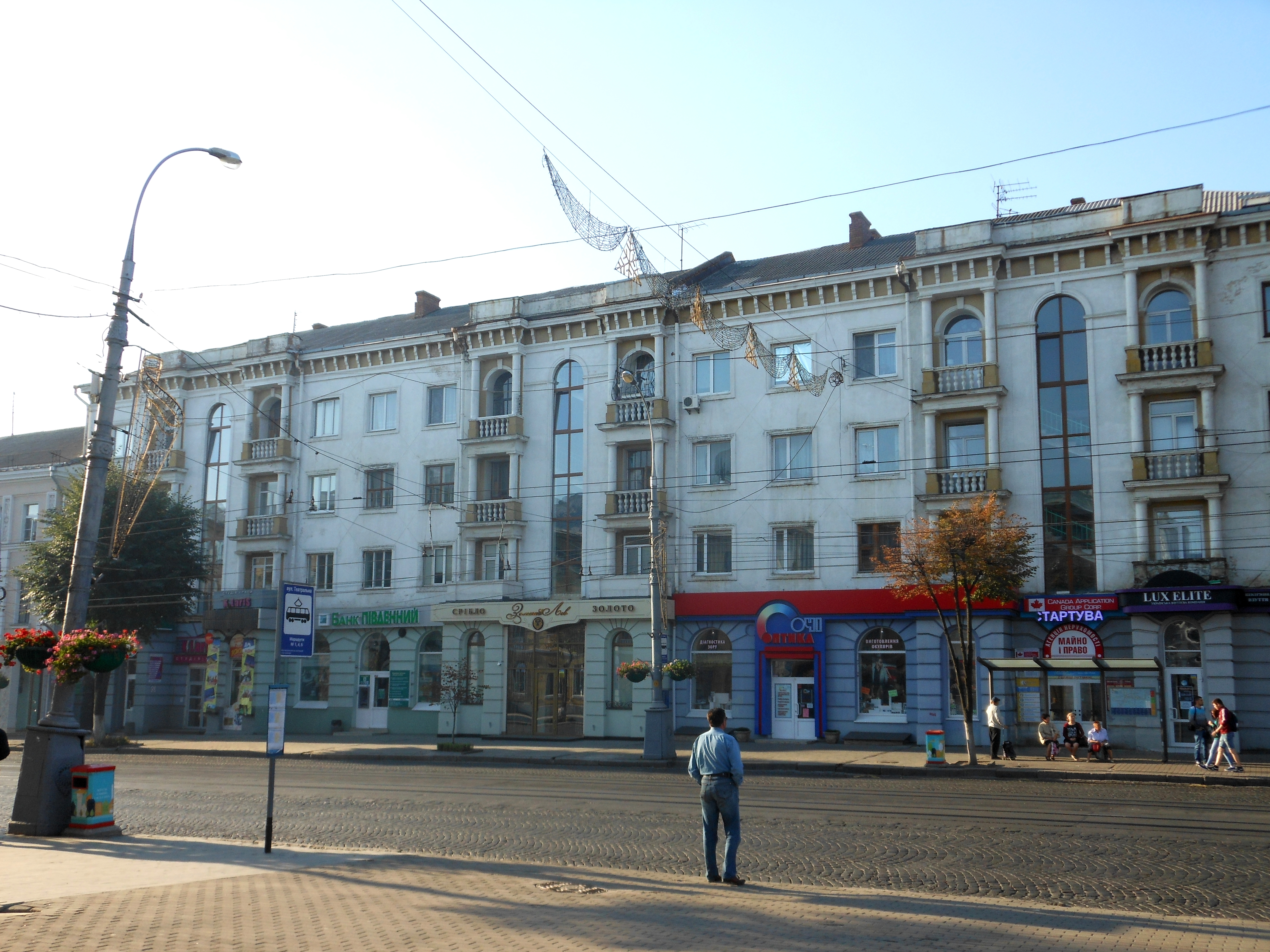
Соборна 81
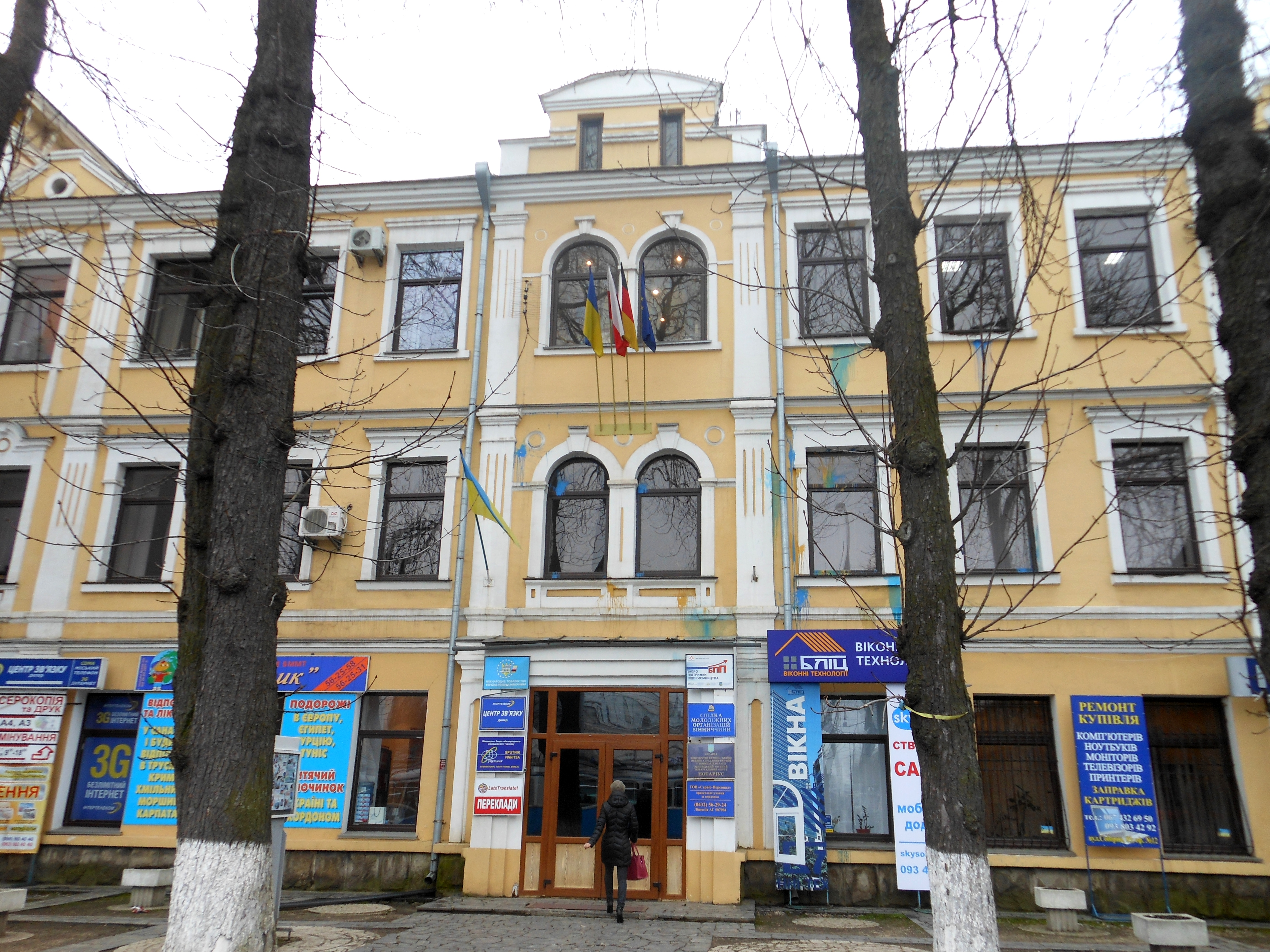
Соборна 85
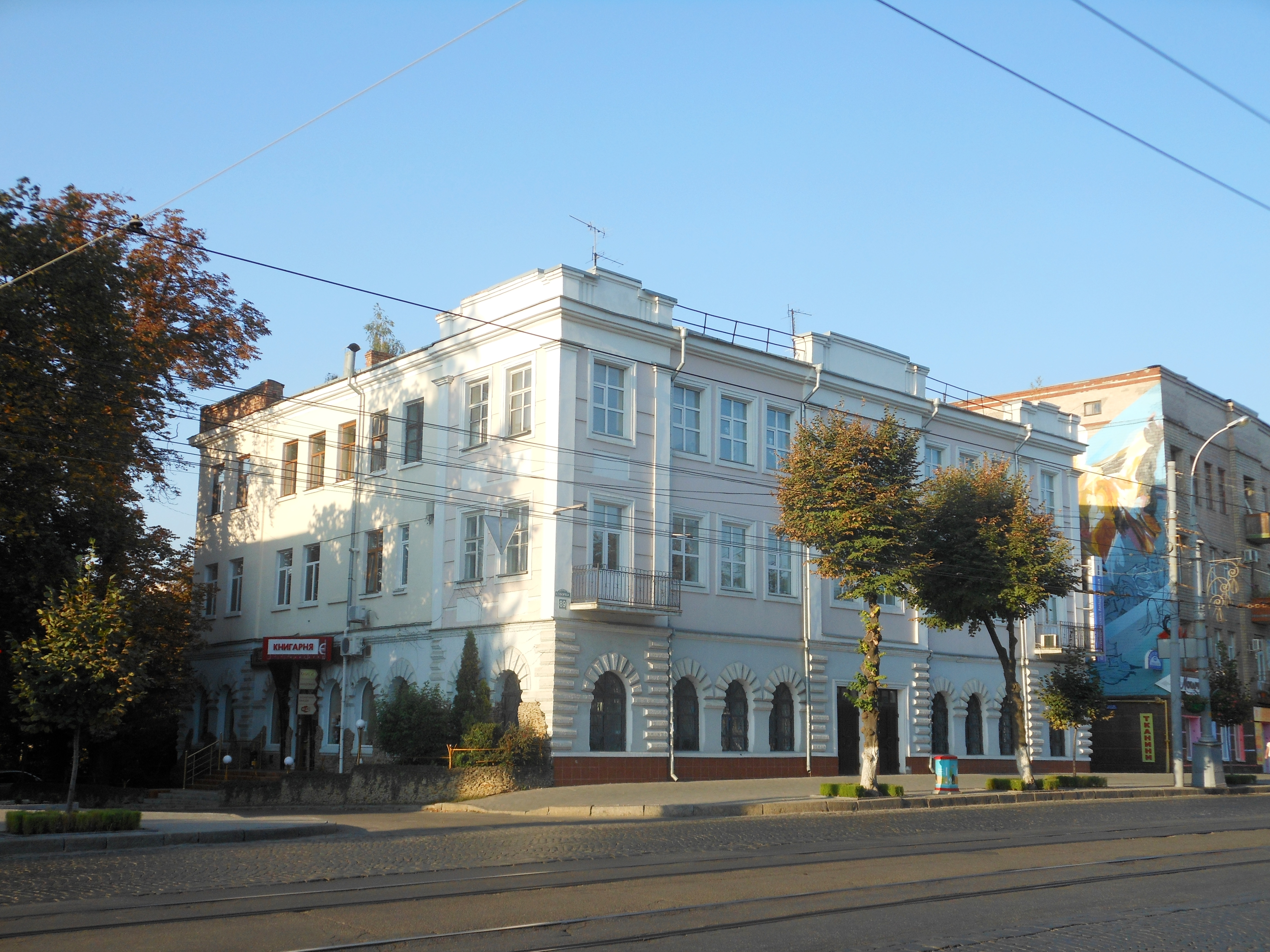
Соборна 89
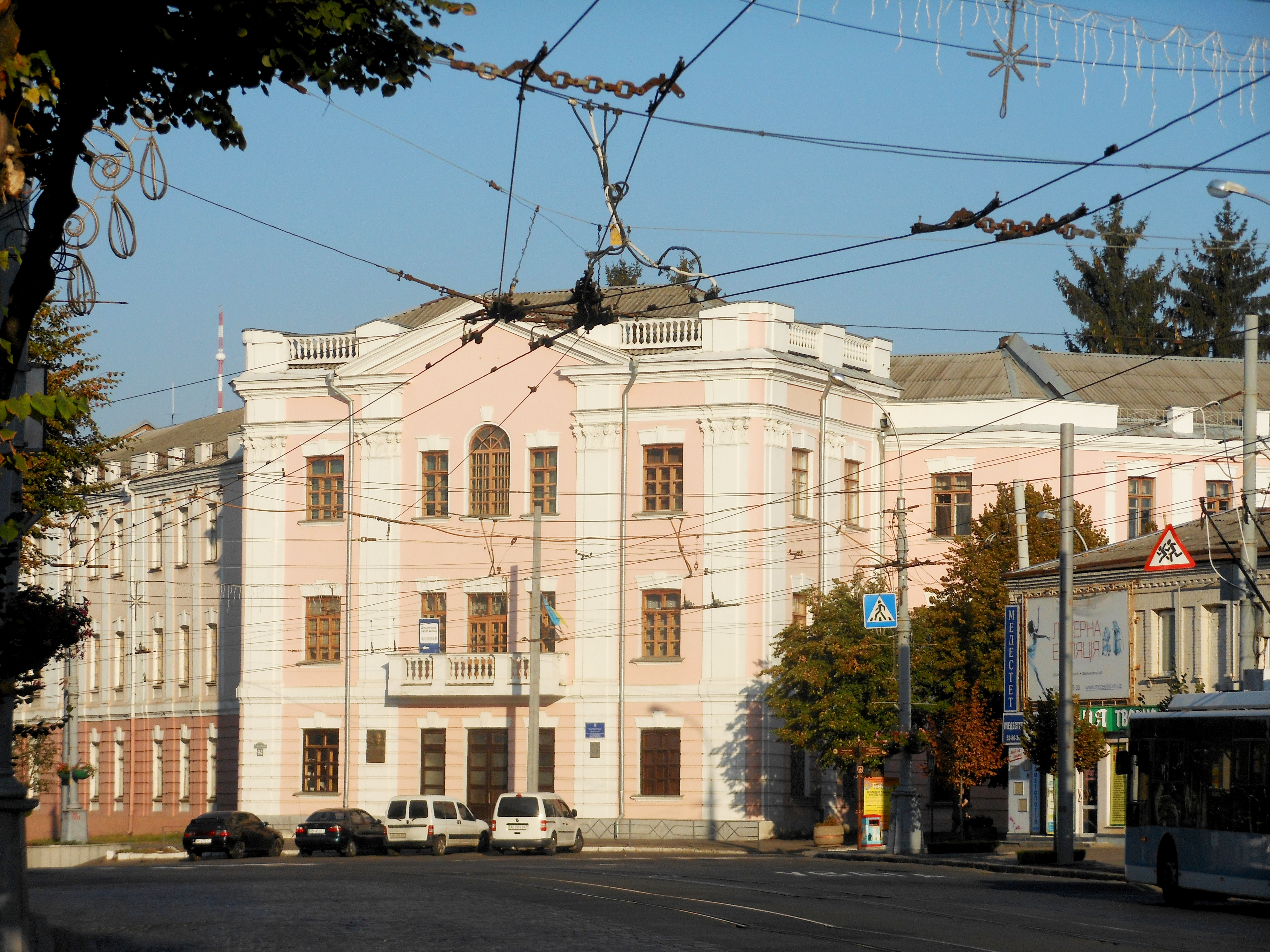
Соборна 94
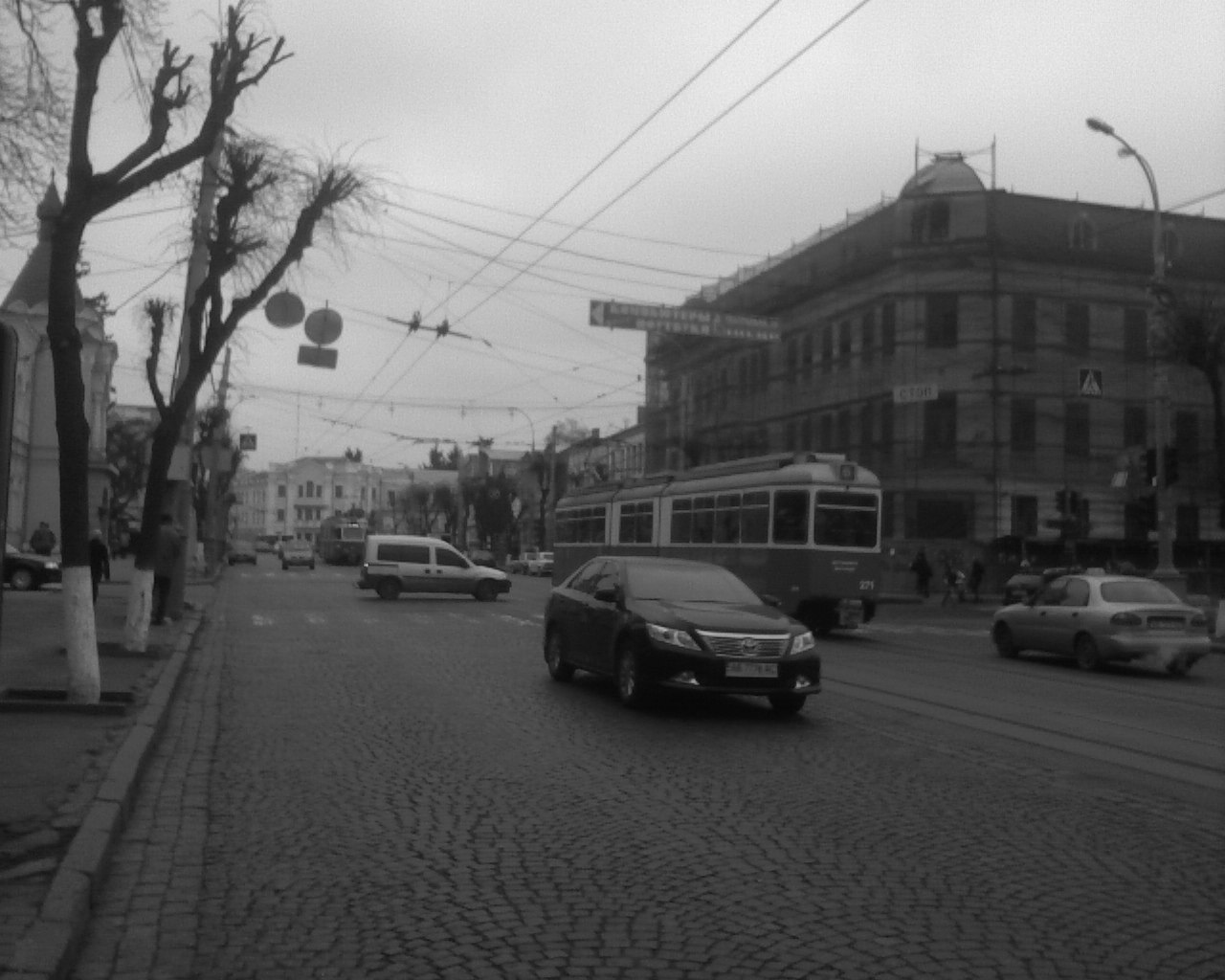
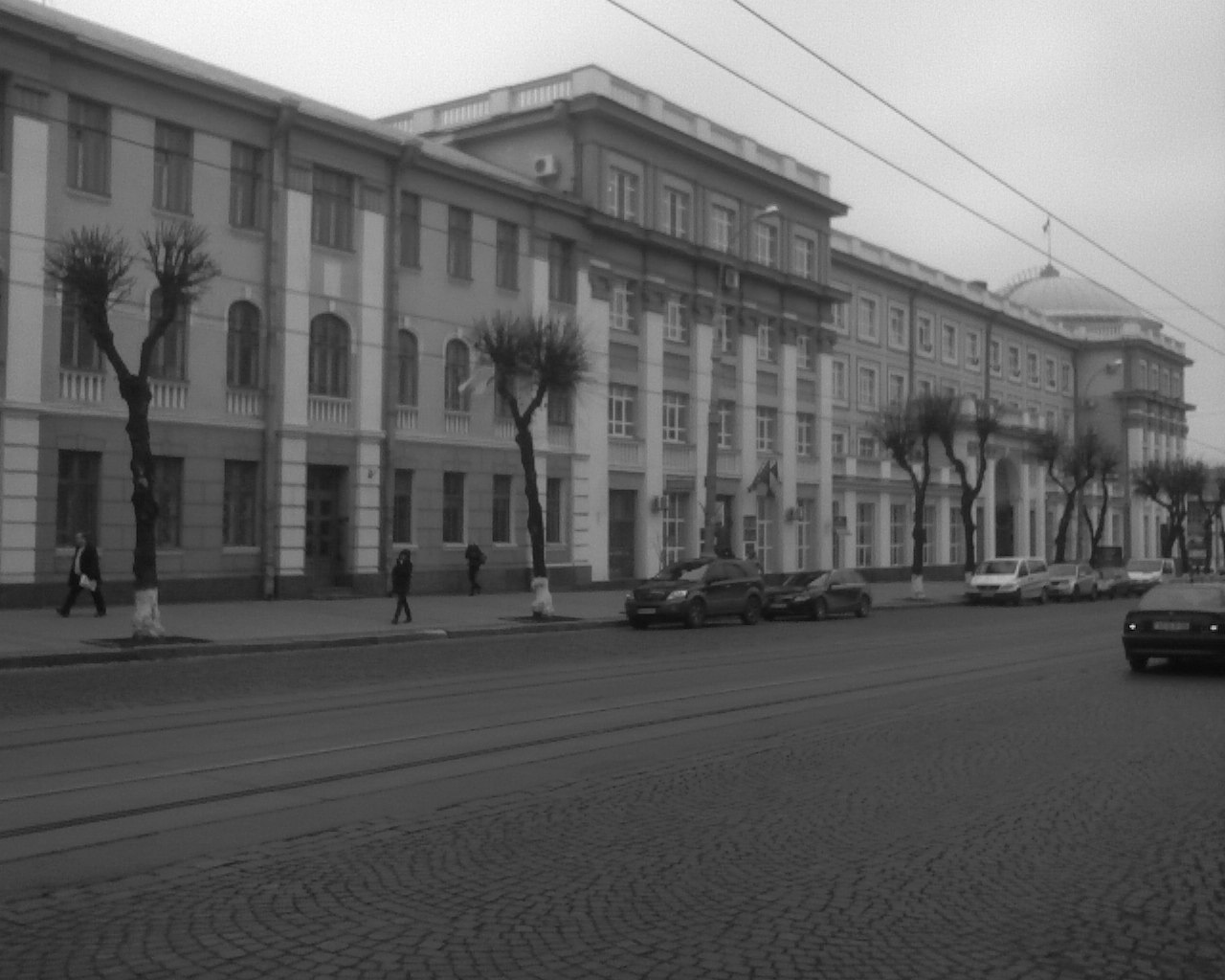
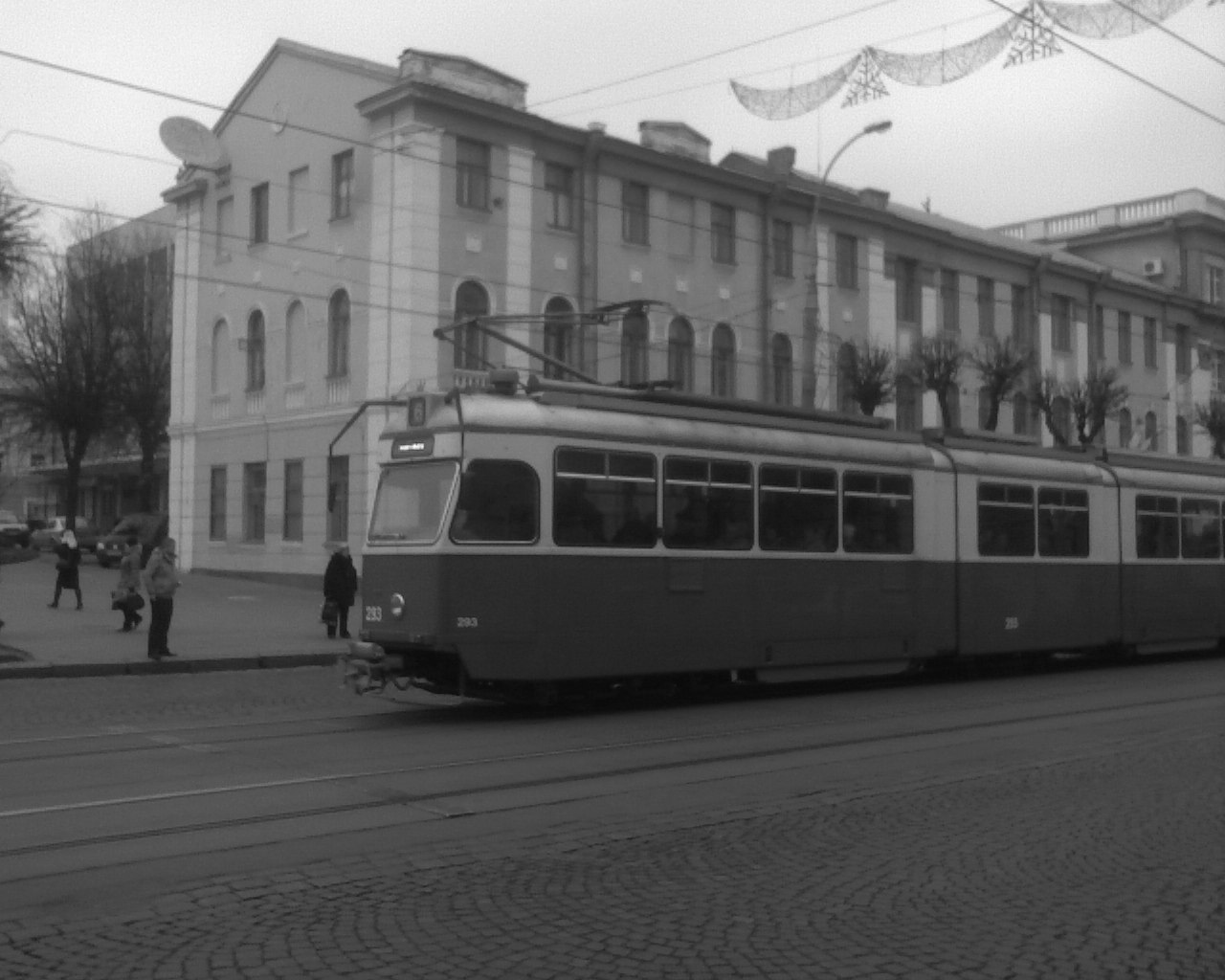
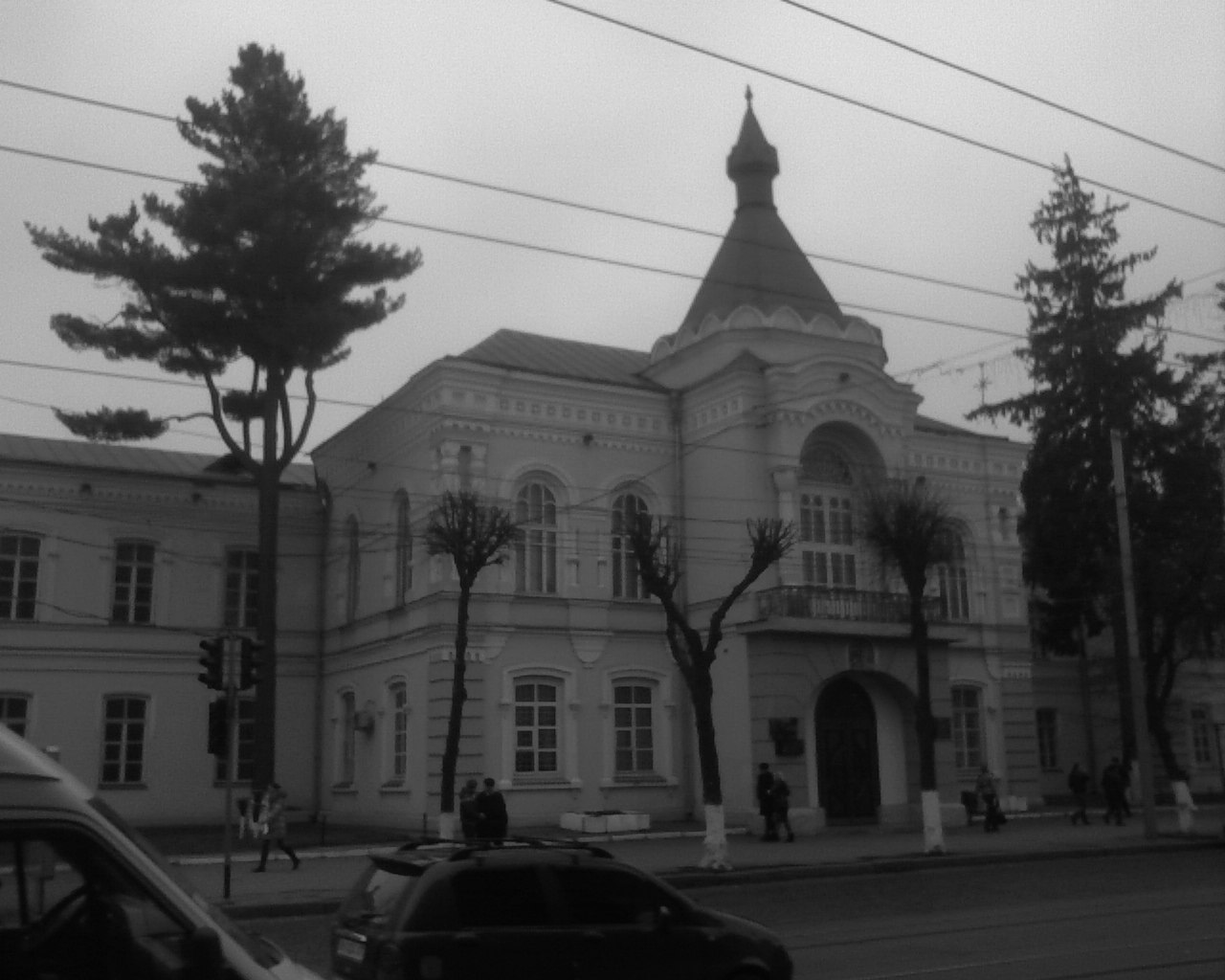
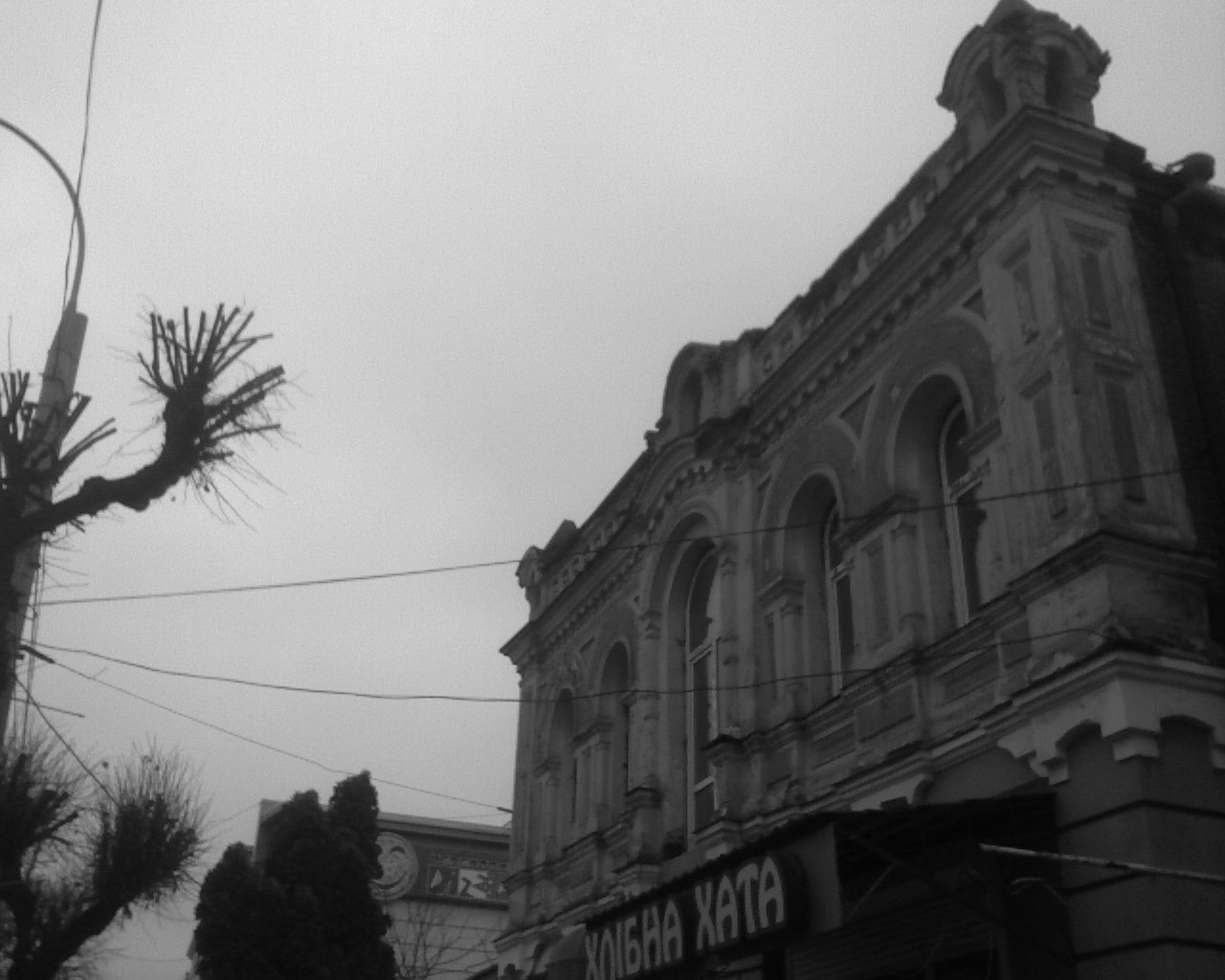
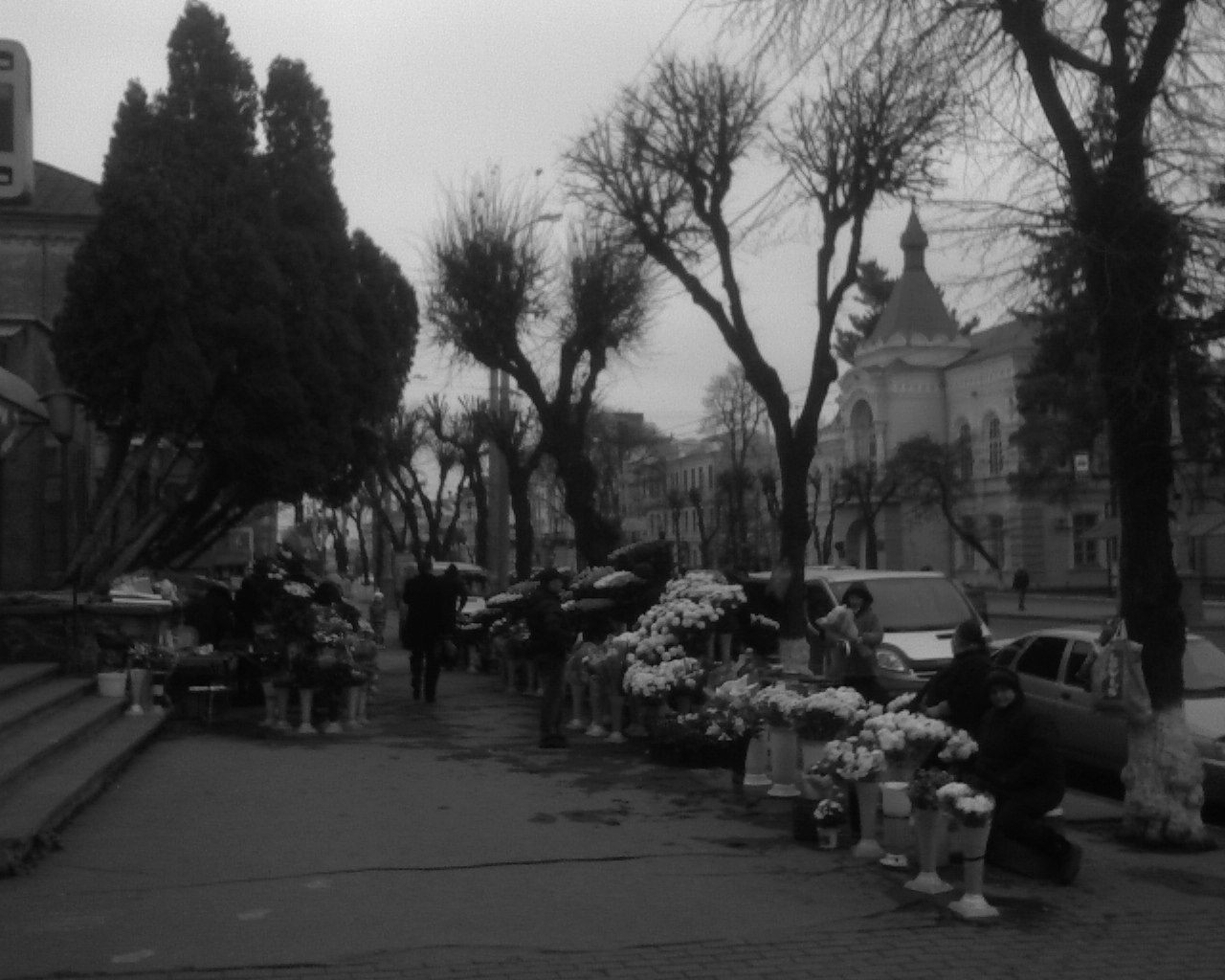
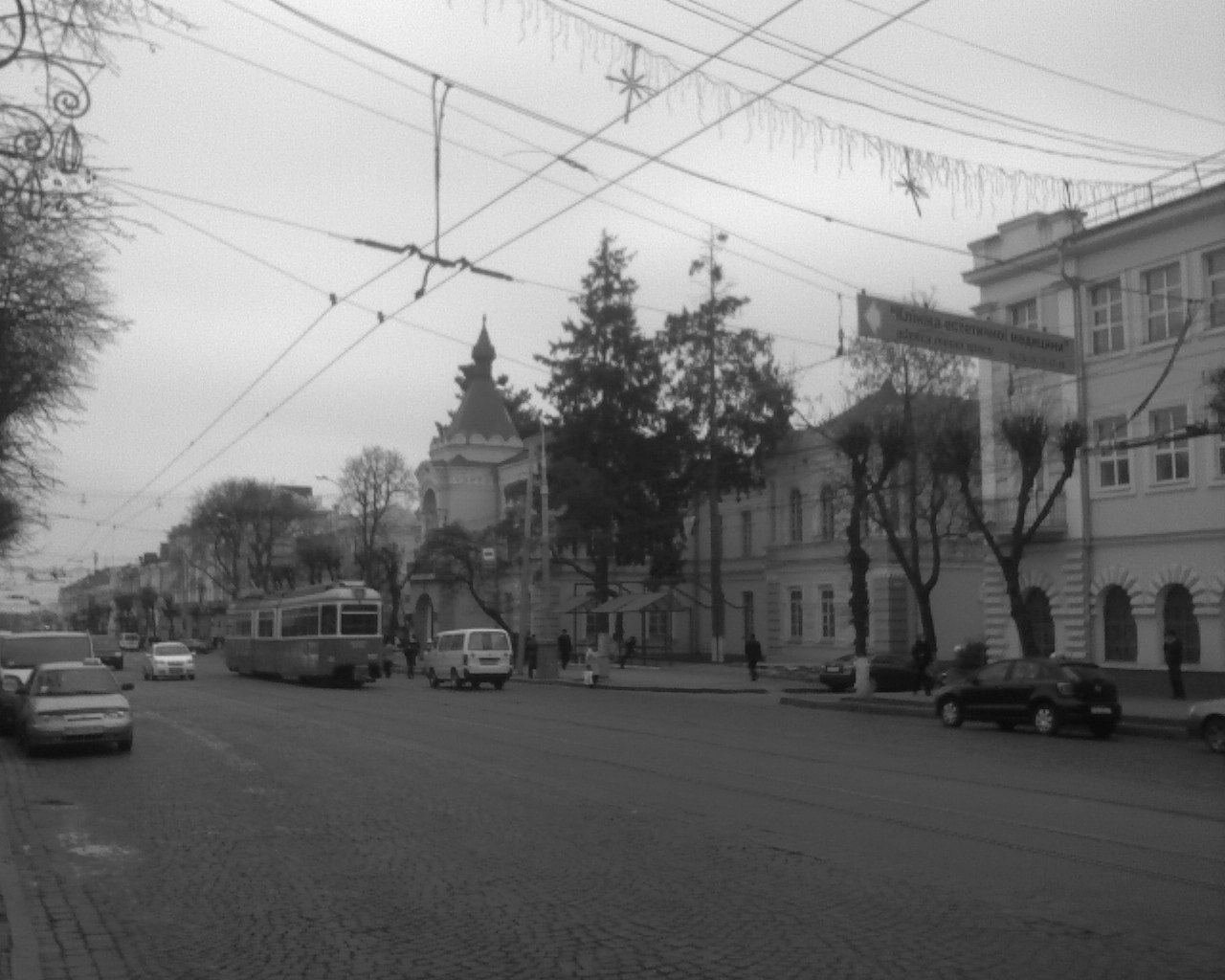
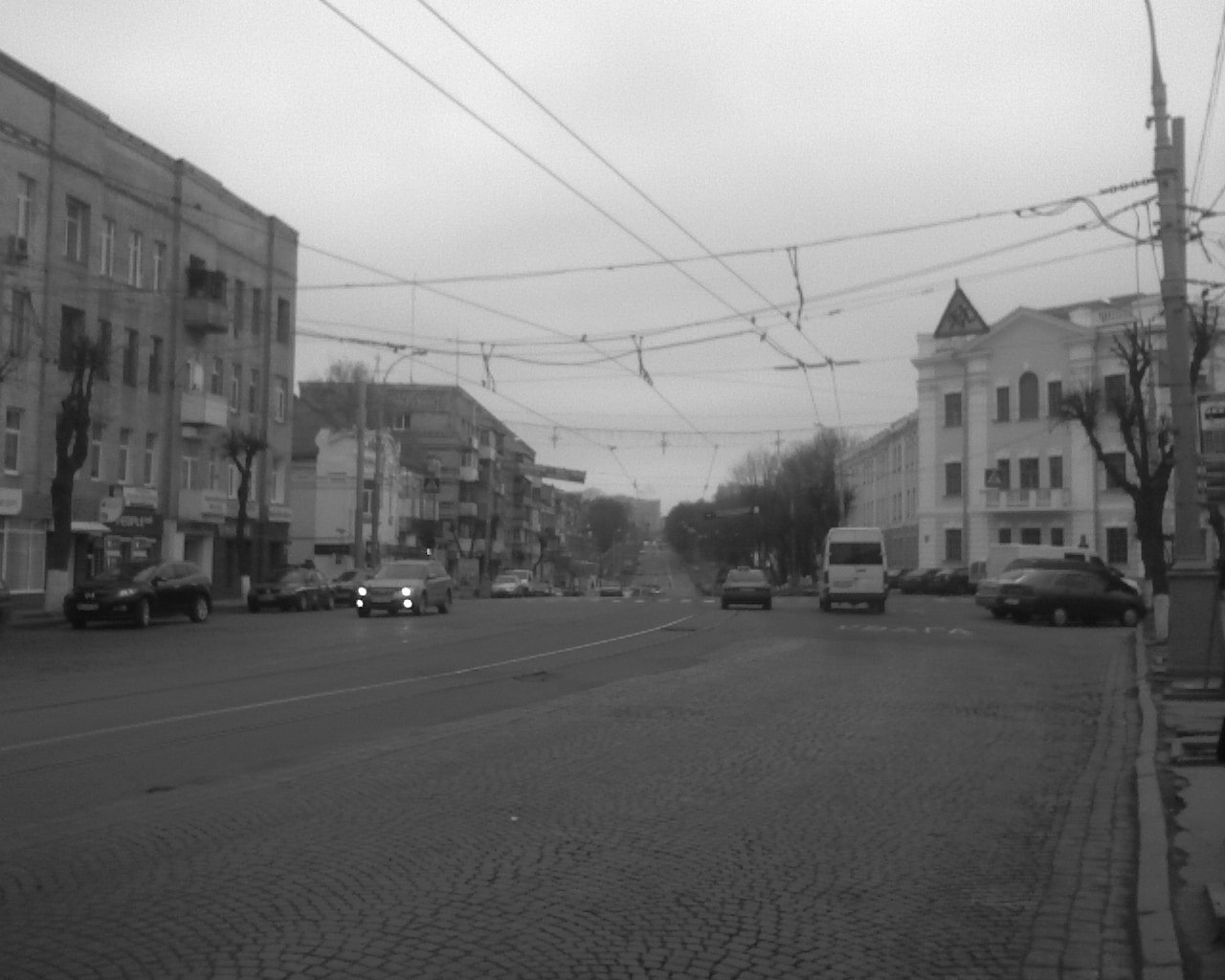
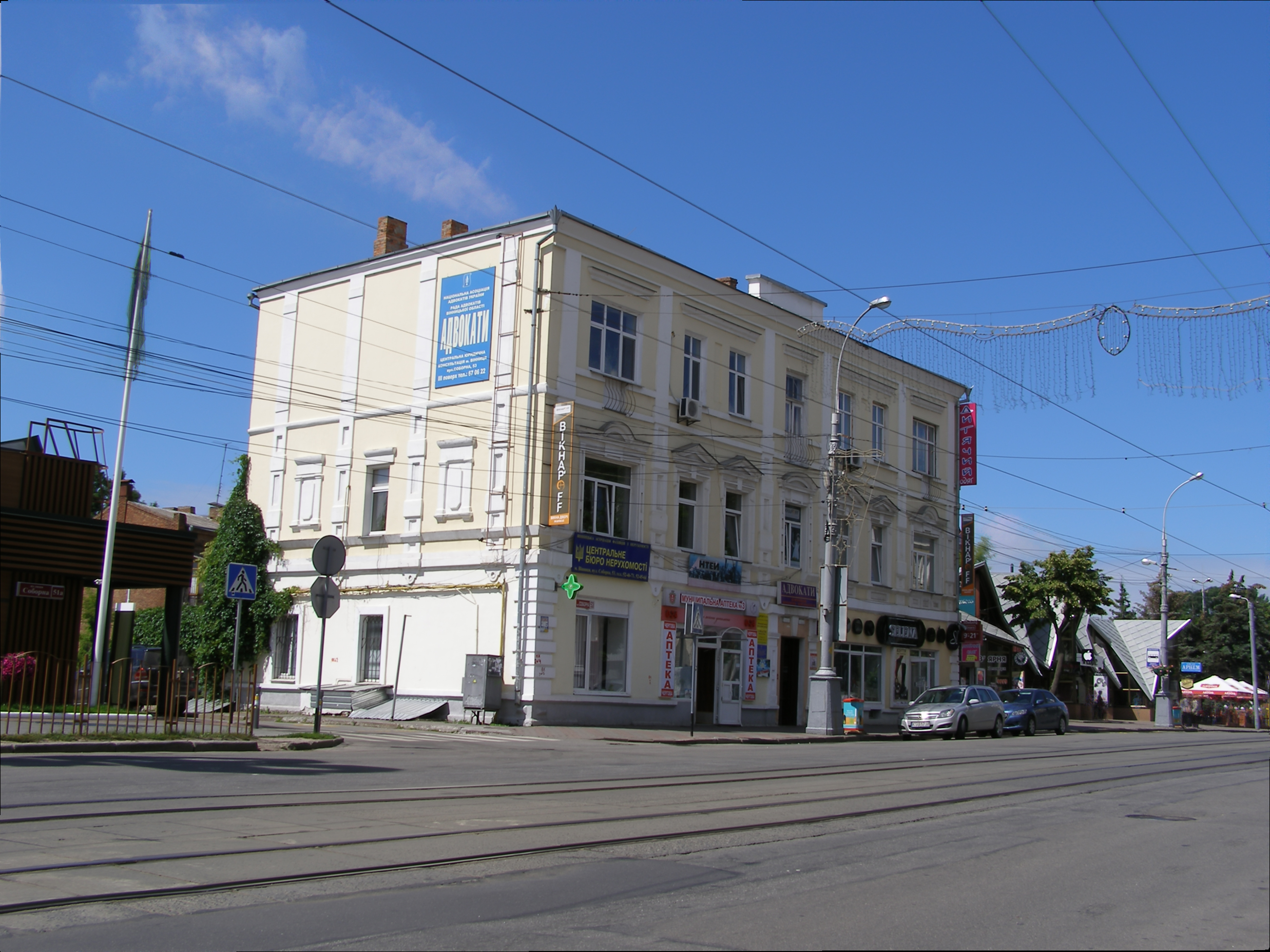

## Виноски
1. ↑  http://museum.vn.ua/articles/cikave_pro/nasvi_velic.html Назви вулиць міста у ХХ ст.